# Paul Steenbergen

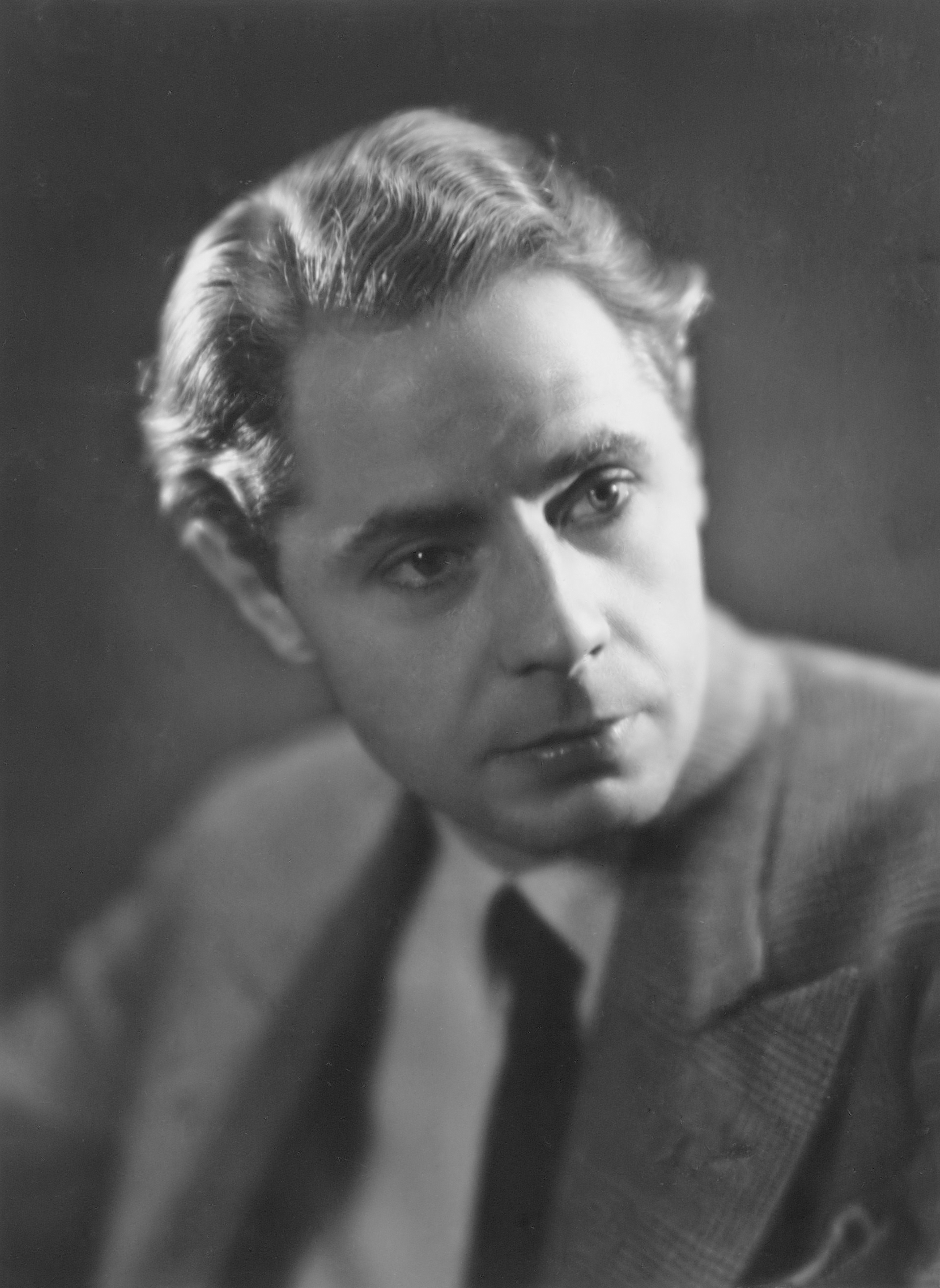
Paul Steenbergen, 1941

Paul Jozef Steenbergen (* 22. März 1907 in Den Haag (nach anderen Quellen in Amsterdam); † 8. Mai 1989 in Den Haag) war ein niederländischer Schauspieler und Theaterregisseur.

## Leben und Karriere
Er war der Sohn des Schauspielerehepaars Johan Steenbergen senior und Jeanne van de Griendt. Die Schauspielerei erlernte er im Theaterensemble seines Vaters und debütierte schließlich 1933 bei der Vereenigd Rotterdamsch-Hofstad Tooneel, als er für den Kollegen Piet Rienks einspringen musste.
In der Folge seiner Laufbahn übernahm er viele große Rollen. Er begleitete die Theatergruppe Haagse Comedie seit ihrem Anbeginn im Jahre 1947. Zwischen 1950 und 1971 leitete er auch das Ensemble. Als er 1988 kurz vor seinem Tode stand und seine Mitwirkung hier nachließ, schloss die Haagse Comedie und wurde in Het Nationale Toneel fortgeführt.
Steenbergens Stärke als Schauspieler und Regisseur lag in Lustspielen, Komödien und modernen ernsten Stücken, jedoch weniger in klassischen Dramen und Tragödien. Schon sein Hamlet wurde von der Kritik nicht durchgängig gelobt, sogar als langweilig und langsam empfunden. Sein Macbeth von 1963 oder sein Heinrich IV. von Luigi Pirandello 1973 blieben ebenfalls nicht lange im Gedächtnis.
Neben seinem Engagement am Theater war er auch in Film- und Fernsehproduktionen zu sehen. Zu Beginn spielte er vornehmlich an der Seite von Lily Bouwmeester; so in den Spielfilmen Veertig Jaren (1938), Vadertje Langbeen (1938) und Morgen gaat ’t beter (1939). Während des Zweiten Weltkriegs spielte er die Hauptrolle in Drie weken huisknecht (1944) und 1955 sah man ihn in der niederländischen Fassung von Ciske – ein Kind braucht Liebe (Ciske de Rat). Danach übernahm er abseits seiner Theatertätigkeiten nur noch Fernsehrollen. So in dem Fernsehfilm Een pak slaag von 1979 (Regie: Bert Haanstra). Zuletzt sah man ihn 1983 in der Fernsehfassung des Bühnenstücks Herfst in Riga, nach einem Werk des russischen Dramatikers Alexei Nikolajewitsch Arbusow.
Steenbergen war vier Mal verheiratet. Drei seiner Ehefrauen arbeiteten ebenfalls am Theater (Nelly Gijswijt, Caro van Eyck und Myra Ward). Seine dritte Frau war stellvertretende Direktorin eines Pelzgeschäftes. Die Ehe mit Caro van Eyck war zwar schon 1943 zerrüttet, jedoch blieb der bei den Niederländern sehr beliebte Steenbergen bis 1945 mit ihr verheiratet, um ihre Sicherheit als Halbjüdin in den von den Deutschen besetzten Niederlanden nicht zu gefährden.

## Auszeichnungen
- Steenbergen erhielt 1955 den Louis d’Or, der in diesem Jahr erstmals überreicht wurde. Diesen Theaterpreis erhielt er 1959 erneut, wie auch 1960 und 1965.
- 1963 übertrug der Schauspieler Albert van Dalsum den ab 1959 vergebenen Albert van Dalsumring an Paul Steenbergen (dieser gab ihn 1972 weiter an Ko van Dijk jr.).
- Im Jahr 1982 stellte die Gemeinde Den Haag anlässlich seines 75. Geburtstages den Paul Steenbergen-penning vor, den der Namenspate sogleich selbst erhielt; dies mit der Vorgabe, ihn später an einen würdigen Kollegen weiterzugeben. Dies tat er 1985 an Guido de Moor, der später auch seine Grabrede hielt. Danach wurde der Preis zusammen mit einer Ehrenbürgerschaft Den Haags verliehen.[1] Steenbergen wurde im Crematorium Nieuw Eykenduynen von Den Haag eingeäschert. Ein gutes Jahr später, am 26. Juni 1990, starb auch seine Frau Myra.

## Filmografie
- 1979 : Een pak slaag – Slieps sr.
- 1955 : Ciske de Rat – Kapelaan De Goey
- 1944 : Drie weken huisknecht – Jonkheer Alfred de Beaucour
- 1939 : Morgen gaat 't beter – Alfred Herder
- 1938 : Vadertje Langbeen – onbekend
- 1938 : Veertig jaren – Wim Maasdonk